# コーネリアス・オキャラハン (初代リズモア子爵)
初代リズモア子爵コーネリアス・オキャラハン（英語: Cornelius O'Callaghan, 1st Viscount Lismore PC (Ire)、1775年10月2日 – 1857年5月30日）は、イギリスの貴族、政治家。ホイッグ党に属し、1806年から1807年まで庶民院議員を、1851年から1857年までティペラリー統監を務めた。

## 生涯
初代リズモア男爵コーネリアス・オキャラハンと妻フランシス（Frances、1757年2月18日 – 1827年5月25日、ジョン・ポンソンビー閣下の娘）の息子として、1775年10月2日に生まれた。1793年7月1日にケンブリッジ大学トリニティ・カレッジに入学した。
1797年7月12日に父が死去すると、リズモア男爵位を継承した。
母方のオーモンド伯爵家がアイルランドにおけるホイッグ党の有力な家系であり、1806年にホイッグ党内閣である挙国人材内閣が成立すると、リズモア男爵は1806年5月30日にアイルランド貴族であるティペラリー県におけるシャンバリーのリズモア子爵に叙された。
昇叙のほか、アイルランド貴族代表議員としての議会入りも望み、それができなければ庶民院議員になることを望んだ。これにより1806年イギリス総選挙でロストウィシエル選挙区から出馬して当選した。ロストウィシエルは第2代マウント・エッジカム伯爵リチャード・エッジカムが掌握しており、金銭を受け取って時の内閣が指名した人物を当選させていたが、リズモア子爵もそのうちの1人だった。しかし議会での投票や演説の記録にリズモア子爵の名前はなく、アイルランド貴族代表議員への選出も実現しなかった。
1807年イギリス総選挙ではアップルビー選挙区での当選を目指し、ジョージ・ティアニーに5,000ギニー（5,250ポンド）を費やしてもよいとの指示を出したが、その10日後には4,000ポンドすら出せないとの覚書を出し、ティアニーはのちに「覚書を受け取った後、頭金なしにリズモア子爵から何か請け負う勇気がない」とホーウィック子爵に述べた。いずれにせよ、ホーウィック子爵がほかの選挙区で落選したためアップルビーで当選する必要が生じ、リズモア子爵の議席はなくなった。
1835年5月30日、アイルランド枢密院の枢密顧問官に任命された。
1838年7月6日、1838年戴冠式記念叙勲の一環として連合王国貴族であるティペラリー県におけるシャンバリー・キャッスルのリズモア男爵に叙された。このほか、1838年6月23日にオーストリア帝国の男爵に叙されている。
1851年10月20日から1857年に死去するまでティペラリー統監を務めた。
1857年5月30日に死去、三男ジョージ・ポンソンビーが爵位を継承した。

## 家族
1808年8月11日、ダブリンでイリナ・バトラー（1788年 – 1859年9月27日、第17代オーモンド伯爵ジョン・バトラーの娘）と結婚したが、1826年に離婚した。2人は3男1女をもうけた。
- コーネリアス（英語版）（1809年 – 1849年8月16日） - 生涯未婚[2]
- ウィリアム・フレデリック（1811年ごろ – 1836年） - 陸軍軍人、生涯未婚[2][8]
- アンナ・マリア・ルイーザ（1811年12月12日 – 1867年7月6日） - 1841年5月10日、第3代ダナリー男爵ヘンリー・プリティーと結婚、子供あり[9]
- ジョージ・ポンソンビー（英語版）（1815年3月16日 – 1898年10月29日） - 第2代リズモア子爵[2]